# 20-я Пензенская стрелковая дивизия
20-я Пензенская стрелковая дивизия — войсковое соединение РККА, созданное во время Гражданской войны в России 1918−1920 годов.

## История
Изначально дивизия сформирована приказом по 1-й армии Восточного фронта под наименованием Пензенской пехотной дивизии (6 июля 1918 года) в Саранске и Рузаевке в составе управления и трёх полков. 
С августа 1918 года до апреля 1919 года формирование пополнялось личным составом через мобилизационный отдел в Саранске. 15 сентября 1918 года пехотное соединение переименовано в 1-ю Пензенскую пехотную дивизию. В соответствии с указанием Реввоенсовета Республики с 19 марта 1919 года наименована как  20-я Пензенская стрелковая дивизия.
В связи с демобилизацией Советской России, после гражданской войны и интервенции, расформирована 13 октября 1921 года.

## Входила в состав
- 1-й армии (июль 1918 года — октябрь 1919 года)
- 10-й армии (декабрь 1919 года — февраль 1920 года)
- 1-й Конной Армии (февраль 1920 года — март 1920 года)
- 10-й армии (март 1920 года — апрель 1920 года)
- 11-й армии (апрель 1920 года — май 1921 года)

## Участие в боевых действиях
Формирование участвовало в боях в Поволжье, на Туркестанском и Юго-Восточном фронтах, в Северо-Кавказской и Бакинской операциях, в освобождении Грузии и Армении, Сызрани, Самары, Симбирска.
В июле—августе 1918 года под командованием А. И. Воздвиженского в составе 1-й армии сражалась с войсками Комуча и Чехословацкого корпуса. В сентябре—октябре 1918 года участвовала в Сызрань-Самарской операции, в ноябре 1918 года освобождает Белебей, в декабре освобождает Стерлитамак. С января 1919 года вела бои за Оренбург, Орск. В апреле 1919 года наносит поражение корпусу генерала Бакича на реке Салмыш. В мае—августе 1919 года в составе Южной группы войск Восточного фронта участвовала в Уфимской и Актюбинской операциях. В ходе проведения Уфимской операции в мае 1919 года освобождает Стерлитамак. Осенью 1919 года передана 10-й армии. В декабре 1919—январе 1920 года сражалась против деникинских войск в районе Царицына. В феврале 1920 года под командованием М. Д. Великанова, находясь в оперативном подчинении 1-й Конной армии, прорвала фронт Кубанской армии деникинцев, участвовала в разгроме 1-го Кубанского кавалерийского корпуса генерала Крыжановского. 1 марта 1920 года нанесла фронтальный удар по станице Егорлыкской, в районе которой был сосредоточен последний резерв войск А. И. Деникина, и вместе с кавалерийской дивизией Конной армии разгромила его. За Доно-Манычскую и Тихорецкую операции начдив Великанов был награждён орденом Красного Знамени. В составе 11-й армии участвовала в Бакинской, Тбилисской операциях. В апреле 1921 года взяла Ереван.
В целях налаживания союзнических отношений между Советской Россией и кемалистской Турцией и уточнения путей возможного взаимодействия представители Баязетской дивизии прибыли 7 июля в полевой штаб 20-й дивизии Красной армии, располагавшийся в с. Герусы, с предложением выдвинуть войсковые соединения на линию Нахичевань-Ордубад. Это было необходимо для совместных действий против армянских частей.

## Командный состав 20-й Пензенской стрелковой дивизии

### Начальники дивизии
- 06.07.1918 — 23.07.1918 — Гайлит Я. П.
- 23.07.1918 — 28.12.1918 — Воздвиженский А. И.
- 29.12.1918 — 01.01.1919 — Воробьёв А. Е.
- 01.01.1919 — 05.02.1919 — врид, Кофаль Е. П.
- 05.02.1919 — 11.07.1919 — Воробьёв А. Е.
- 11.07.1919 — 17.07.1919 — Распопов В. П.
- 17.07.1919 — 29.02.1920 — Великанов М. Д.
- 29.02.1920 — 02.04.1920 — врид, Майстрах Б. В.
- 02.04.1920 — 22.04.1920 — врид, Тихомиров Е. М.
- 22.04.1920 — 04.05.1920 — Попович В. И.
- 04.05.1920 — 13.10.1921 — Великанов М. Д.

### Начальники штаба дивизии
- 1931 — 1936 — комбриг, Петрусевич, Болеслав Венедиктович